# Onychostoma brevis
Onychostoma brevis és una espècie de peix cipriniforme de la família dels ciprínids que es troba a Sichuan (Xina).